# Společná bezpečnostní a obranná politika
Společná bezpečnostní a obranná politika (SBOP)
je spolupráce států Evropské unie v oblasti vojenství a zvládání krizí v rámci širší Společné zahraniční a bezpečnostní politiky (SZBP). Byla založena v roce 1999 a před Lisabonskou smlouvou se jmenovala Evropská bezpečnostní a obranná politika. V rámci politik Evropské unie má zvláštní postavení. Od roku 2003 bylo pod hlavičkou SBOP provedeno přes 30 zahraničních misí s účastí vojáků, policistů, soudců nebo úředníků.